# Relaciones Emiratos Árabes Unidos-Venezuela
Las relaciones Emiratos Árabes Unidos-Venezuela se refieren a las relaciones internacionales que existen entre los Emiratos Árabes Unidos y Venezuela. Ambos países son miembros de la Organización de Países Exportadores de Petróleo (OPEP).

## Historia
La vicepresidenta Ejecutiva de Venezuela, Delcy Rodríguez, arribó el martes 10 de diciembre de 2024 a Abu Dabi, capital de los Emiratos Árabes Unidos, para extender el mapa de cooperación entre las dos naciones. La vicepresidenta Rodríguez realiza estas acciones en seguimiento de las directrices del presidente de la República Bolivariana de Venezuela, Nicolás Maduro, poco después de asistir a la República Popular China para estrechar el intercambio tecnológico con el gigante asiático.
La 16.ª Reunión Ministerial del Comité de Monitoreo Conjunto de los países OPEP + tuvo como sede en 2019 Abu Dabi, capital de los Emiratos Árabes Unidos. Manuel Quevedo, ministro de petróleo venezolano, presidente de Petróleos de Venezuela y para entonces presidente de la Conferencia de la OPEP, presidió la reunión ministerial.

## Cultura
Venezuela participó en la Exposición Universal de Dubái de 2020 con la obra del artista cinético Juvenal Ravelo “Módulos Cromáticos 2020 -2021”, basado en la selva venezolana. El ministro del turismo de Venezuela, Alí Padrón, visitó la exposición en noviembre de 2021.

## Misiones diplomáticas
- Emiratos Árabes Unidos está acreditado a Venezuela a través de su embajada en La Habana, Cuba. El Embajador desde el año 2023 es Hazza Ahmed Alkaabi.
- Venezuela tiene una embajada en Abu Dabi.El Embajador de Venezuela en EAU desde el año 2024 es Nabil Abdul Khalek.